# Nothosaerva
Nothosaerva là chi thực vật có hoa trong họ Amaranthaceae.